# Doktor Blues
Doktor Blues – to polski zespół bluesowy założony latem 2005 roku w Bydgoszczy, przez Jacka Herzberga - gitara i śpiew, Karola Szymanowskiego - perkusja, Pawła Tomaszewskiego - gitara i banjo, Waldemara Knade - altówka. Zespół łączy muzykę bluesową z elementami jazzu i folkloru.

## Dyskografia
- 2005 Doktor Blues
- 2006 Doktor Blues  (ep - trzy utwory) AAGG 003
- 2008 Doktor Blues Live